# Гильди, Леонид Андреевич
Леонид Андреевич Гильди (3 февраля 1928 года, Каменка, Детскосельский район, Ленинградская область, РСФСР, СССР — 11 июня 2013 года, Санкт-Петербург, Россия) — советский и российский писатель, историк, публицист, правозащитник. Председатель российского общества ингерманландских финнов «Инкерин Лиитто» (1996—1998).

## Биография
Леонид Андреевич Гильди (Лео Гильди) родился в крестьянской семье ингерманландских финнов в деревне Каменка (фин. Kivikko) лютеранского прихода Лииссиля (территория современного Тосненского района).
Его отец, Андрей Адамович Гильди (фин. Antreas Kiltti) родился в 1892 году в той же деревне. Большевик, член ВКП(б) с 1917 года, до того – моряк Балтийского флота. Участвовал в установлении советской власти в Царскосельском уезде. Мать, Евдокия Петровна Вяря (фин. Eeva Väärä), 1896 года рождения, родом из ныне не существующей деревни Веретье (фин. Veretti), прихода Лииссиля. Кроме Лео в семье было ещё двое детей: сёстры Нина (р. 1925) и Валентина (р. 1939).
В 1930 году семья Гильди переехала из деревни в город Колпино. Отец до войны работал на Ижорском заводе. После первой блокадной зимы, в марте 1942 года на основании ПВС ЛФ № 00714 семью Гильди вместе с другими финнами-ингерманландцами депортировали в Сибирь, в Усть-Янский район Якутской АССР. Мать умерла по дороге. Отец 13 лет провёл на спецпоселении, в Якутии, на берегу моря Лаптевых. Лео из мест поселения бежал. После поимки обвинялся управлением НКВД и Военной Прокуратурой Амурской железной дороги по статье 58 УК РСФСР. После полугодового предварительного заключения в тюрьме города Свободный обвинения были сняты, а сам он отправлен в ссылку, в Амурскую область.
В Амурской области работал учеником токаря на вагоноремонтном заводе. Вновь совершил побег, после чего, прибавив себе два года и скрыв свою национальность, записался добровольцем в Красную армию. Служил на Тихоокеанском флоте, сигнальщиком на эскадренном миноносце «Резкий». Участвовал в десантных операциях на южном Сахалине и Курильских островах. Награждён медалью «За победу над Японией». После окончания войны был направлен на учебу в военное училище. 
В 1951 году особым отделом был отчислен из военного училища за национальную принадлежность и факты побегов из мест спецпоселения, после чего был вновь отправлен на спецпоселение, теперь в Русско-Полянский район Омской области. Работал киномехаником на конной кинопередвижке. Одновременно учился в школе. 
В 1954 году, после снятия ограничений по прописке, Леонид Гильди поступил в Омский педагогический институт. В том же году был освобождён от спецпоселения его отец. Он смог вернуться в Ленинградскую область, жил в Лисино-Корпусе. Персональный пенсионер союзного значения. Умер в 1983 году, в возрасте 91 года.
По окончании учёбы Леонид Андреевич Гильди работал преподавателем на кафедре истории Новосибирского педагогического института. Вступил в КПСС. Окончил Новосибирскую высшую партийную школу. В 1963 году поступил в аспирантуру Ленинградского педагогического института им. Герцена. В 1964 году, по окончании аспирантуры, защитил кандидатскую диссертацию, темой которой была история партийно-советской печати в Сибири. Работал старшим преподавателем кафедры истории КПСС. Избирался доцентом кафедры в 1974, 1979 и 1989 годах. Избирался секретарём парткома факультета, занимал должность заместителя секретаря парткома института по идеологии. В общей сложности учился и работал в институте им. Герцена в течение 30 лет. Уволился в 1992 году.
В 1988 Л. А. Гильди включился в работу национально-культурного общества ингерманландских финнов «Инкерин Лиитто», где занимался вопросами реабилитации — добивался документального признания репрессий по отношению к высланным и программой возвращения ингерманландских финнов в Ленинградскую область. Во многом, благодаря его усилиям, в июне 1993 года было принято Постановление Верховного Совета РФ «О реабилитации российских финнов».
С 1992 по 2010 год  Л. А. Гильди являлся членом Санкт-Петербургской Государственной комиссии по восстановлению прав реабилитированных жертв политических репрессий. В 1993 году им был подготовлен и представлен в Миннац России проект Программы возрождения российских финнов, но мероприятия, заложенные в нём, в частности строительство посёлков, не были подкреплены финансовыми гарантиями государства. 
С 1994 по 1996 год — заместитель председателя «Инкерин Лиитто». С 1996 по 1998 год — председатель российского общества ингерманландских финнов «Инкерин Лиитто». 15 июля 1997 года в Правительстве РФ была создана рабочая группа по проблемам российских финнов во главе с заместителем министра Российской Федерации по делам национальностей и федеративным отношениям А. А. Томтосовым, в состав которой вошёл Л. А. Гильди. В том же году стал основателем «Межрегиональной организации ингерманландских финнов — Инкерин Лиитто». После ухода в 1998 году с поста председателя российского общества ингерманландских финнов Инкерин Лиитто продолжил правозащитную деятельность. 
Автор ряда трудов о репрессиях в отношении ингерманландских финнов. Дважды реабилитирован. Последний раз в феврале 2003 года, как подвергшийся политическим репрессиям в детском возрасте.